# Бужок (притока Західного Бугу)
Бужо́к — річка в Бродівському та Золочівському районах Львівської області, права притока Західного Бугу (басейн Вісли).

## Опис
Довжина річки приблизно 8 км. Висота витоку річки над рівнем моря — 280 м, висота гирла — 260 м, падіння річки — 20 м, похил річки — 2,5 м/км. Формується з багатьох безіменних струмків.

## Розташування
Бере початок на південній околиці села Підгірці. Тече переважно на південний захід і на північній околиці села Папірня впадає в річку Західний Буг, праву притоку Вісли.
Населені пункти вздовж берегової смуги: Грабово, Хомець, Побіч, Бір.
Річку перетинає автоомобільна дорога Т 1413